# Unmoored (Band)
Unmoored ist eine schwedische Melodic-Death-Metal-Band aus Skövde, die im Jahr 1993 gegründet wurde.

## Geschichte
Die Band wurde im Jahr 1993 von Gitarrist und Sänger Christian Älvestam, Gitarrist Rickard Larsson und Bassist Torbjörn Öhrling gegründet. Zusammen entwickelten sie die ersten Lieder und nahmen ein erstes Demo namens Wood Chuck Tune auf, wobei auf diesem noch ein Drumcomputer zum Einsatz kam. Im Frühling 1995 kam ein Schlagzeuger zur Band, wonach im Sommer ein weiteres Demo In the Shadows of the Obscure aufgenommen wurde. Im Sommer 1997 wurde ein weiteres Demo More to the Story Than Meets the Eye aufgenommen und veröffentlicht. Dadurch erreichte die Band einen Vertrag mit Pulverised Records und begab sich im Winter mit Produzent Tomas Skogsberg in die Sunlight Studios, um ihr Debütalbum Cimmerian aufzunehmen. Die Veröffentlichung verzögerte sich, sodass das Album erst im Sommer 1999 erschien. In der Zeit bis zur Veröffentlichung trennte sich die Band von Schlagzeuger Niclas Wahlén und wurde durch Jocke Pettersson, Co-Produzent von Cimmerian, ersetzt. Im Oktober 1999 begab sich die Band mit Produzent Tommy Tägtgren in die Abyss Studios, um das zweite Album Kingdoms Of Greed aufzunehmen. Das Album erschien im Sommer des Folgejahres.
Anfang 2001 kam Henrik Schönström als neuer Schlagzeuger zur Band. Es folgten einige Auftritte, bevor Gitarrist Rickard Larsson und Bassist Torbjörn Öhrling die Band im Sommer verließen. summer of 2001. Als neuer Gitarrist kam Tomas Johansson zur Besetzung. Da der Vertrag mit Pulverised Records ausgelaufen war, sah sich die Band nach einem neuen Label um und nahm hierfür ein Demo namens Promo 2001 im Sommer 2001 auf. Dadurch erreichte die Band einige Monate später einen Vertrag bei dem italienischen Label Code666 Records. Im Jahr 2003 erschien bei diesem Label das Album Indefinite Soul-Extension.

## Stil
Die Band spielt melodischen Death Metal, wobei die Lieder mit den Werken von Hypocrisy vergleichbar sind.

## Diskografie
- Wood Chuck Tune (Demo, 1994, Eigenveröffentlichung)
- In the Shadows of the Obscure (Demo, 1995, Eigenveröffentlichung)
- More to the Story Than Meets the Eye (Demo, 1997, Eigenveröffentlichung)
- Cimmerian (Album, 1999, Pulverised Records)
- Kingdoms of Greed (Album, 2000, Pulverised Records)
- Promo 2001 (Demo, 2001, Eigenveröffentlichung)
- Indefinite Soul-Extension (Album, 2003, Code666 Records)